# 1-й Янаул
1-й Янау́л (рос. 1-й Янаул, башк. 1-се Яңауыл) — присілок у складі Татишлинського району Башкортостану, Росія. Входить до складу Кудашевської сільської ради.
Населення — 98 осіб (2010; 128 у 2002).
Національний склад:
- башкири — 98 %

Стара назва — Янаул 1-й.